# Dolina Grzybowiecka

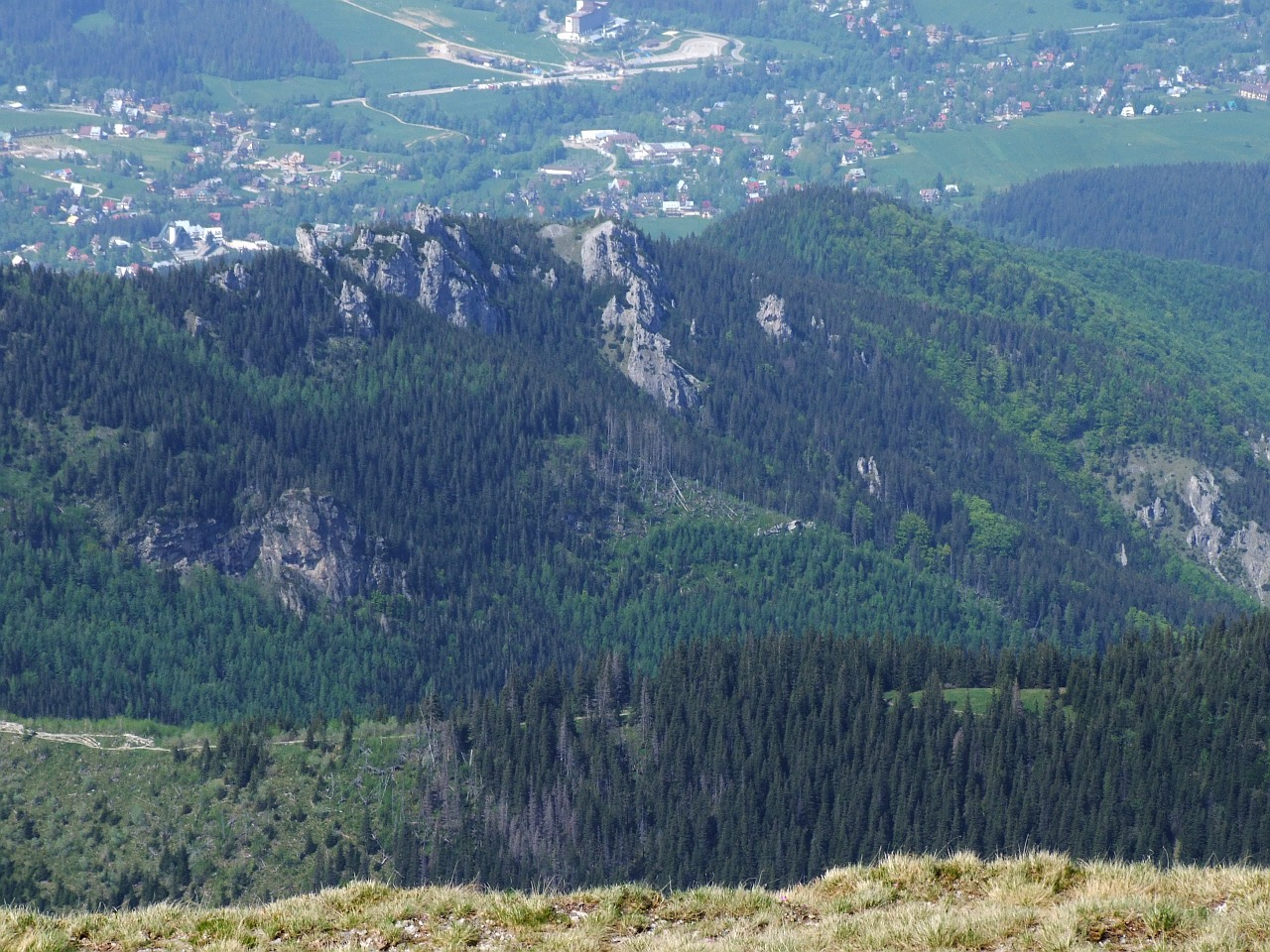
Łysanki, Dolina Grzybowiecka i Grzybowiec. Widok z Czerwonego Grzbietu

Dolina Grzybowiecka – dolina w Tatrach Zachodnich opadająca spod Przełęczy w Grzybowcu do Doliny Strążyskiej i będąca jej górną odnogą. Zbocza Doliny Grzybowieckiej tworzy górna część północno-wschodniego grzbietu Łysanek oraz północne stoki Grzybowca z Wielkim Bacugiem. Dolina jest całkowicie zalesiona, jej dnem płynie Grzybowiecki Potok, uchodzący do Strążyskiego Potoku. W lesie na zboczach Łysanek znajdują się oryginalnego kształtu wapienne skały zwane Czarną Turnią i Kapeluszami, zaś w grani grzbietu Jatki. Nazwa doliny pochodzi od wznoszącego się po południowej stronie nad doliną grzbietu zwanego Grzybowcem.

## Szlaki turystyczne
z Polany Strążyskiej przez Dolinę Grzybowiecką, Przełęcz w Grzybowcu i Grzybowiec na Wyżnią Kondracką Przełęcz pod Giewontem. Czas przejścia: 2:20 h, ↓ 1:45 h
 (Ścieżka nad Reglami), odcinek od Doliny Strążyskiej do Doliny Małej Łąki, biegnący do Przełęczy w Grzybowcu razem ze szlakiem czerwonym. Czas przejścia: 1:10 h, z powrotem 1:05 h.